# بخش دلافیلد، شهرستان جکسون، مینه سوتا
بخش دلافیلد (به انگلیسی: Delafield Township) یک منطقهٔ مسکونی در ایالات متحده آمریکا است که در شهرستان جکسون، مینه‌سوتا واقع شده‌است.
 بخش دلافیلد ۹۰٫۸ کیلومتر مربع مساحت و ۲۸۱ نفر جمعیت دارد و ۴۳۶ متر بالاتر از سطح دریا واقع شده‌است.